# Menhire de la Casa Cremada

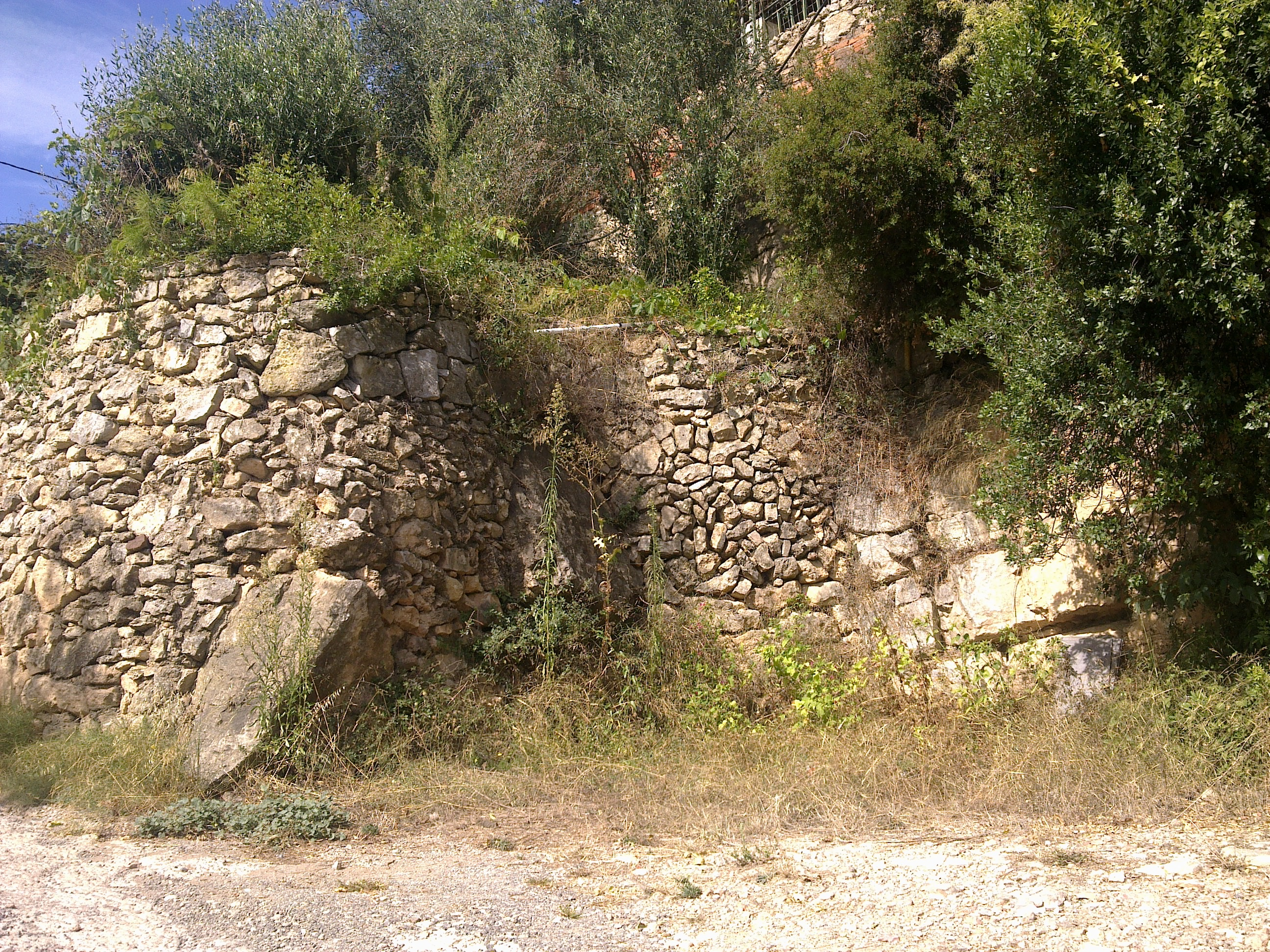
Casa Cremada 1

Die Menhire de la Casa Cremada sind zwei Steinmonolithen östlich von Roses in Katalonien (Spanien). Sie sind nur ungenau auf 4000–2000 v. Chr. datierbar und stehen auf der Hochebene Torre del Satre, einem Gebiet mit Ölbäumen und Feldern, die mit Trockenmauerwerk begrenzt werden. 

## Menhir Casa Cremada 1
Lage:42° 15′ 51,6″ N, 3° 11′ 41,5″ O

Der etwa 2,4 Meter hohe und an der Basis 0,9 Meter breite Menhir ist ein Block aus Gneis mit dreieckigem Querschnitt. Es hat eine weiße Quarzader, die den Stein bis an die Spitze auf der Ostseite durchzieht. Der Stein scheint seine Form durch Bearbeitung erhalten zu haben.

## Menhir Casa Cremada 2
Lage:42° 15′ 42,4″ N, 3° 11′ 43,7″ O

Der etwa 2,2 Meter hohe und an der Basis 0,8 Meter breite Menhir ist eine schlanke Stele mit dreieckigem Querschnitt. Er wurde 1998 von dem Geologen Charles Roqué entdeckt und nie wissenschaftlich untersucht. Er war umgefallen und wurde 1999 wieder aufgerichtet.  Die Basis des Steins war zerbrochen und wurde restauriert. Wahrscheinlich stand er Anfang des 20. Jahrhunderts noch aufrecht.

## Menhir Casa Cremada 3
Lage:42° 15′ 36,6″ N, 3° 11′ 37,5″ O

## Dolmen Casa Cremada
Lage:41° 51′ 54,8″ N, 1° 33′ 22,8″ O

Etwa 20 Meter entfernt vom Menhir Casa Cremada 2 steht ein gleichnamiger Dolmen, in der Nähe des Dolmens Creu d’en Cobertella.

## Cista Casa Cremada
Lage:42° 15′ 43,4″ N, 3° 11′ 49,3″ O